# Margarita Pérez de Celis Torhbanh
Margarita Pérez de Celis (Cadis, 1840 - íd., 1 de desembre de 1882) va ser una editora de premsa feminista espanyola, escriptora, mestra, brodadora, modista, cigarrera, pertanyent al moviment obrer-fourierista d'Espanya, republicana i socialista, i pionera del feminisme.

## Biografia
Pérez de Celis i Torhbanh va néixer a Cadis el 1840. El seu pare era un comerciant de la ciutat i la seva mare era estrangera, un fet habitual en aquesta urbs cosmopolita en aquella època.
En els padrons de la ciutat de Cadis se la vincula amb la seva amiga María Josefa Zapata, amb la qual compartia aficions literàries, empreses periodístiques i vida en comú. Van editar una sèrie de periòdics -anomenats Pensil- i van treballar com a brodadores i modistes per a les socialistes franceses residents a Cadis. Totes dues van ser exemple de la sortida de la dona del “tancament domèstic” i van desenvolupar una vida política i intel·lectual activa.
Fidel al seu pensament d'independència de la dona, va romandre soltera i mai es va casar. En èpoques d'estretor degué compartir habitatge amb altres dones que també es dedicaven a la costura, i una bona part de la vida amb María Josefa Zapata. El 1878, Pérez de Celis va viure en una casa de veïnatge en un dels barris més importants de Cadis. Va treballar també com a cordonera i cigarrera, fins a la seva mort el 30 de novembre de 1882 per una congestió cerebral.
Pérez de Celis és considerada una de les pioneres dels primers nuclis feministes gaditans de tendència fourierista. Les escasses referències biogràfiques que se'n tenen mostren la doble marginació que va sofrir, com a dona i com a escriptora, ja que no va conèixer l'èxit literari en el seu temps.

## Editora de premsa
A mitjan segle xix, a Espanya neixen una sèrie d'escriptores que, mentre busquen el reconeixement literari –s'inicia l'eclosió de literatura romàntica femenina–, mostren els seus interessos, i trenquen amb els esquemes de submissió i subordinació establertes. La zona de Cadis va ser un dels llocs on aquesta nova literatura va emergir, continuant la trajectòria iniciada el 1763 per Beatriz Cienfuegos, creadora de La Pensadora Gaditana, la més important publicació periodística del Cadis de la Il·lustració.
Seguidores de les doctrines del socialisme utòpic francès, Pérez de Celis i Zapata van crear i dirigir successivament El Pensil Gaditano, El Pensil de Iberia, El Nuevo Pensil de Iberia, El Pensil de Iberia i La Buena Nueva, amb l'objectiu de crear una literatura sense gènere però denunciant la notòria marginació a la qual estaven sotmeses les dones.
El Pensil Gaditano. Periódico de Literatura, Ciencias y Artes (1856), publicat de manera quinzenal, que convidava «a distingides escriptores i a altres senyoretes de notable talent tot i que poc conegudes del públic» a escriure-hi col·laboracions, es considera el primer mitjà feminista del segle xix a Espanya. Entre les col·laboradores destaca Rosa Marina, que va escriure una sèrie d'articles sobre els deures i els drets de la dona. Aquest mateix any (1856) va aparèixer El Pensil de Iberia. Periódico de Literatura, Ciencias, Artes y Teatros. Les sèries més llargues es van donar amb El Nuevo Pensil de Iberia. Periódico de Literatura, Ciencias, Artes y Teatros (1857 - 1858). La penúltima etapa de publicacions es va donar el 1859 amb un nou El Pensil de Iberia. Revista Universal Contemporánea, que va acabar sent censurada. El 1865 va néixer La Buena Nueva. Periódico de Literatura, Ciencias, Artes e Industrias.
En aquests periòdics hi fou col·laborador fix, a més de Zapata i Pérez de Celis, el metge José Bartorelo Quintana –germà d'Enrique Bartorelo, que tenia un taller fotogràfic on es reunien els simpatitzants republicans de la ciutat. Hi aportaren articles i col·laboracions Sixto Cámara, Rosa Butler, Francisca González Ruiz, Ana Mª Franco, Francesc Pi i Margall, Robert Robert, Pilar Payans, Adela de la Peña, Narcís Monturiol, Ángela Arizu, Joaquina García Balmaseda, Joan Mañé i Flaquer i José Joaquín de Mora. En ple Sexenni democràtic (última etapa de la revolució liberal a Espanya, que va representar l'intent d'ampliar el liberalisme i instaurar la democràcia) ja existien societats femenines amb consciència feminista, la qual cosa havia d'ajudar a un canvi social i educatiu.
Els escrits de Pérez de Celis –i també de Josefa Zapata–, en un o altre mitjà, mostren el seu compromís social: denunciant de manera permanent les diferències entre pobres i rics, que la naixent societat capitalista accentua clarament, i criticant les injustícies sobre les dones, que tenen dificultats per accedir a la formació acadèmica i a l'activitat laboral, amb la consegüent dependència a què això les obliga. La millora d'aquestes condicions de formació i treball eximiria l'home de l'obligació de mantenir l'esposa, per la qual cosa es trencarien els cànons de submissió que regeixen les seves relacions. S'impediria així també el matrimoni forçós i s'asseguraria una vida òptima per a les dones soles, solteres o vídues. Així doncs, les seves reivindicacions feministes s'emmarquen sempre en la cerca d'un model social més just i igualitari, perquè el progrés i la igualtat desitjats havien de trencar els paràmetres de submissió vigents.

### El fourierisme
Charles Fourier s'havia erigit com un veritable defensor de la llibertat de les dones i relacionà l'avenç de la societat amb el grau de llibertat que se'ls atorgués. L'entrada del fourierisme a Espanya es va produir gràcies a Joaquín Abreu, que durant el trienni liberal va haver de marxar a l'exili francès, la qual cosa li va permetre establir contacte amb els representants de les escoles falansterianes. Al seu retorn, va impregnar la premsa i els fullets divulgatius amb aquestes idees. Van ser les fourieristes gaditanes (entre les quals Margarita Pérez de Celis i María Josefa Zapata) les primeres a reivindicar una sèrie de millores relacionades amb la igualtat entre homes i dones, l'accés de les dones a l'educació, el dret real de gestionar els béns patrimonials heretats i la justícia salarial de les treballadores. Totes aquestes propostes van ser defensades a final de segle per Rosario de Acuña i les dones que van militar en el feminisme lliurepensador, encara lluny del sufragi.
Tant Margarita Pérez de Celis com aquestes altres feministes mantingueren un compromís ideològic amb l'humanisme utòpic propugnat pels fourieristes. Ella es va fer càrrec del club republicà “Mariana Pineda” en el moment de la marxa de la seva fundadora, Guillermina Rojas. A diferència de les classes altes, les republicanes no feien caritat ni beneficència per a la societat, sinó que reclamaven i lluitaven pels drets socials.

## Denúncies
La discontinuïtat en l'existència d'aquestes publicacions, amb aparicions i desaparicions i canvis de capçalera, fou deguda a les dificultats econòmiques i també a les denúncies i la censura.
Aquests mitjans van ser perseguits per autoritats civils i eclesiàstiques, i denunciats moltes vegades per ser «contraris a la fe catòlica i a la moral cristiana». En concret va ser objecte de crítica, per part del bisbat gadità, la sèrie que sota el títol «Llegendes morals» signava Rosa Marina. També es va censurar la poesia que Margarita Pérez de Celis dedicà a una encesa passió carnal que es consumava més enllà de la mort.
Però el tema de Déu, observat com «el gran faedor de l'univers, l'inspirador d'aquesta llei divina basada en l'atracció i l'amor universal», s'apel·lava per reclamar la cerca de la justícia en la terra, i no en el més enllà. Pérez de Celis argumentava que si Déu havia lliurat la dona de l'esclavitud física, li havia proporcionat l'ànima igual a la de l'home i l'havia fet responsable de la seva conducta, homes i dones havien de ser iguals en càstigs i en recompenses.

## Un pròleg i un pseudònim
Margarita Pérez de Celis va prologar un llibre de Rosa Marina, La mujer y la sociedad, en què s'iguala intel·lectualment dones i homes, als quals busca com a destinataris i interlocutors. Aquest fet mostrava un tret de modernitat, trencant la tradició que fos un home qui valorés l'obra i la dotés, amb les seves consideracions, de qualitat i serietat.
El nom de Rosa Marina és probablement un pseudònim, no se sap si de Pérez de Celis, de Zapata, de totes dues alhora o bé d'alguna altra escriptora. I el text es considera el primer manifest feminista a Espanya.